# Florencio de Estrasburgo
Florencio de Estrasburgo fue el decimotercer obispo de Estrasburgo, de 678 a 693. Su propia fiesta es el 3 de abril y la de su translación en 810 a Haslach el 7 de noviembre.

## Biografía
Este obispo de Estrasburgo se describe en sus hagiografías de fuentes benedictinas como un monje irlandés, que llegó a Alsacia a vivir como ermitaño, en ese momento desconocido para todos. Se instaló en el monte Ringelberg. Pero no tardó en atraer discípulos y pudo fundar para ellos varios monasterios, incluido el de Anslach (Haslach o Niederhaslach) en un pequeño valle adyacente al de Bruche.
Cuando murió, fue enterrado en el monasterio y en la cripta-iglesia que había fundado, es decir, en el lugar de la actual iglesia de Saint-Thomas de Estrasburgo. El 7 de noviembre de 810, sus reliquias fueron trasladadas al monasterio de Haslach. Este último monasterio llamado Saint Florent se transformó luego en una colegiata en el siglo XI.

## Tradición
Una tradición monástica propone convertirlo en el séptimo obispo de Estrasburgo, detrás de Argobasto el primer obispo de origen franco que reina a finales del siglo VI, y precede a Ansoald o Alsoaldus que murió en 614. Mantenido por creencias populares, es un deseo de los canónigos de Saint-Florent para afirmar la antigüedad de la creación de su monasterio en la época de los reyes merovingios. Dagoberto II también se menciona a menudo entre los partidarios de Florencio, a pesar de los retrasos cronológicos.
Florencio es protector del ganado, muy popular en la Edad Media en los Vosgos con el otro santo obispo de Estrasburgo, Valentín. También se convirtió en un santo taumaturgo de los Vosgos, especialmente tratando los cólicos y otras enfermedades digestivas mediante su intervención purgante.

## Historia

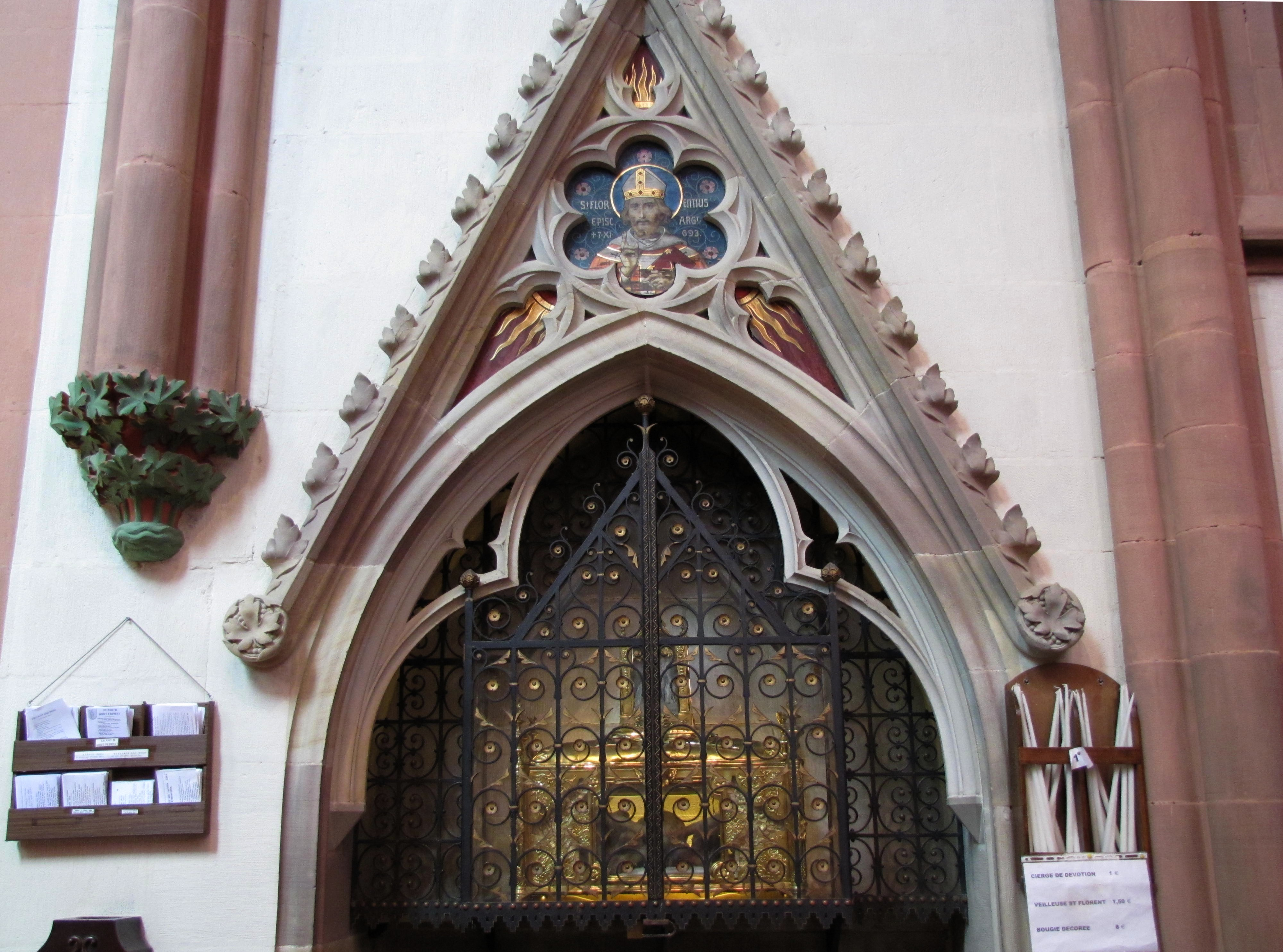
El relicario de San Florencio en Niederhaslach

Florencio es un monje sirviente de la legendaria dinastía de los Eticónidas. Los herederos del duque Adalric, personajes muy reales, ejercen entonces el poder soberano sobre el pequeño ducado de Alsacia. No se excluye que legitimen su poder de los actos del rey Dagoberto y sus descendientes.
Más que los compañeros religiosos Florencio que fundaron monasterios según sus deseos, es una voluntad administrativa y religiosa de este poder ducal, que apoya políticamente la hegemonía del obispado de Estrasburgo sobre todo el territorio de Alsacia. El poder episcopal de Estrasburgo expulsó así a la diócesis de Basilea durante mucho tiempo en el centro de Alsacia.
El monasterio de Haslach es una antigua creación merovingia. Además, la primera instalación sería más bien en Oberhaslach, en las proximidades de la capilla de Saint-Florent. Es posible que la creación merovingia fuera confiada a otro oscuro monje llamado Florentinus. La creación de una abadía carolingia prohibida en Haslach (Niederhaslach) justificó el traslado de las reliquias protectoras de san Florencio en 810 desde Estrasburgo, aunque solo fuera para recuperar el control sobre la importante peregrinación y una autoridad sobre la medicina veterinaria local. Sobre este punto, es posible que la confusión de las santas figuras no fuera en modo alguno premeditada por parte de los consejeros benedictinos. Por el contrario, la fusión entre el protector y el curandero de los rebaños estaría hábilmente orquestada en la época de los Eticónidas.